# Japan Post Insurance
Japan Post Insurance — японская страховая компания, специализирующаяся на страховании жизни и управлении активами. Является частью Japan Post Holdings и распространяет полисы через сеть из более чем 20 тысяч почтовых отделений. Её клиентами являются 22,83 млн человек (то есть каждый пятый житель Японии). Компания основана в 2006 году обособлением отдела по страхованию жизни Почты Японии.

## История
Отдел страхования жизни Почтой Японии был создан в 1916 году, с 1926 года он также начал предлагать аннуитеты. В 2001 году началась реорганизация почтовой службы, был создан холдинг, в который вошли собственно почтовая служба (Japan Post Service), почтовый банк (Japan Post Bank) и почтовая страховая компания (Japan Post Insurance). В 2015 году акции Japan Post Insurance были размещены на Токийской фондовой бирже, в 2019 году проведена дополнительная эмиссия акций, снизившая долю холдинга в ней до 64,48 %.
В конце 2019 года в было начато расследование в отношении незаконной продажи полисов пожилым клиентом, в результате президентам как холдинга, так и страховой компании пришлось подать в отставку, в январе 2020 года было приостановлено действие лицензии на предоставление страховых услуг до устранения изъянов в работе; лицензия была восстановлена в марте 2020 года; также на пять лет была отсрочена приватизация Почты Японии.

## Деятельность
По данным за финансовый год, закончившийся 31 марта 2021 года из 6,79 трлн иен выручки на страховые премии пришлрсь 2,7 трлн, инвестиционный доход составил 1,12 трлн, использование страховых резервов составило 2,9 трлн иен. Страховые выплаты составили 4,68 трлн иен. Из активов 70 трлн иен 55 трлн пришлось на инвестиции в ценные бумаги (в том числе на 37 трлн японских гособлигаций).
| Год            | 2012  | 2013  | 2014  | 2015  | 2016  | 2017  | 2018  | 2019  | 2020  | 2021  | 2022  | 2023  |
| -------------- | ----- | ----- | ----- | ----- | ----- | ----- | ----- | ----- | ----- | ----- | ----- | ----- |
| Оборот         | 12,54 | 11,83 | 11,23 | 10,17 | 9,606 | 8,659 | 7,953 | 7,917 | 7,211 | 6,786 | 6,454 | 6,370 |
| Чистая прибыль | 0,070 | 0,091 | 0,063 | 0,081 | 0,085 | 0,089 | 0,104 | 0,120 | 0,151 | 0,166 | 0,158 | 0,098 |
| Активы         | 93,69 | 90,46 | 87,09 | 84,92 | 81,55 | 80,34 | 76,83 | 73,91 | 71,66 | 70,17 | 67,17 | 62,69 |